# Chaetodon hoefleri
Chaetodon hoefleri е вид бодлоперка от семейство Chaetodontidae. Видът не е застрашен от изчезване.

## Разпространение и местообитание
Разпространен е в Бенин, Габон, Гамбия, Гана, Гвинея, Гвинея-Бисау, Екваториална Гвинея, Западна Сахара, Кабо Верде, Камерун, Република Конго, Кот д'Ивоар, Либерия, Мавритания, Нигерия, Сао Томе и Принсипи, Сенегал, Сиера Леоне и Того.
Обитава крайбрежията и пясъчните дъна на морета и рифове в райони с тропически климат. Среща се на дълбочина от 10 до 102 m.

## Описание
На дължина достигат до 27 cm.